# 趙国栄
趙国栄（ちょう こくえい、赵国荣、1961年9月 - ）は、黒竜江省ハルビン市出身のシャンチーの棋士で、中国象棋特級大師である。
1974年から全国大会に参加し、これまでに1990年、1992年、1995年、2008年の4度の優勝を果たしている。日本をたびたび訪れており、所司和晴は趙国栄を師匠と呼んでいる。
妻は中国のプロ囲碁棋士の牛力力五段で、日本で呉清源の秘書をつとめていた。なお、囲碁棋士のマイケル・レドモンドの妻である牛嫻嫻は牛力力の妹であり、趙国栄と牛力力の娘でマイケル・レドモンドにとって義理の姪に当たる牛栄子はマイケル・レドモンド門下で日本の囲碁棋士になっている。
現在、中国象棋界で一流の棋士であると見なされている。